# Paul Esquier
 (juin 2018).
Étienne Paul Esquier est un acteur français né à Alger le 6 janvier 1841 et mort à Merelbeke le 1er février 1917.

## Biographie
Il est pensionnaire de la Comédie-Française de 1894 à 1910. Il fut également pensionnaire du Théâtre du Gymnase.
Il a dirigé le casino de Trouville.
Marié à Marie Samary à Paris le 23 juin 1870, il est le père de Charles Esquier. Paul Esquier s'établit à Gand en Belgique vers 1897,.

## Sources
- A. Joannidès, La Comédie-Française, 1910.